# سیارک ۲۶۴۰۰
سیارک ۲۶۴۰۰ (به انگلیسی: 26400 Roshanpalli، نامگذاری:1999VJ190)۲۶۴۰۰مین سیارک کشف شده‌است که در ۱۵ نوامبر ۱۹۹۹ کشف شد.